# Internationales Fajr-Filmfestival

Logo

Das Internationale Fajr-Filmfestival (persisch جشنوارهٔ فیلم فجر Dschaschnware-ye Film-e Fadschr, DMG Ǧašnvāre-ye Fīlm-e Faǧr) ist ein iranisches Filmfestival, das jährlich im Februar in Teheran abgehalten wird.
Das Festival wurde 1982 am Jahrestag der Islamischen Revolution unter der Aufsicht des Kultusministeriums ins Leben gerufen und untersteht der Farabi-Cinema Foundation. Es versteht sich als Brücke zwischen der westlichen und östlichen Filmwelt.
Preis des Festivals ist der Kristall-Simorgh. Er wird in den Kategorien Internationaler Film und Nationaler Film vergeben.

## Weblink
- Offizielle Internetpräsenz (persisch/englisch)